# Parkinsonisme postencefalític
El parkisonisme postencefalític és una malaltia neurològica que es pensa que és deguda a una infecció vírica, que causa la degeneració de les cèl·lules nervioses a la substància negra. Aquesta degeneració porta a un parkinsonisme que es segueix d'una encefalitis letàrgica, fet que es coneix com a encefalitis de Von Economo. Històricament, el 1918, una epidèmia amb símptomes semblants a aquesta malaltia va tindre lloc coincidint amb la pandèmia de grip, però tot i l'ús de les noves tecnologies de biologia molecular als cossos, no s'ha pogut trobar una connexió entre la patologia i el virus de la grip. Les regions afectades contenen cabdells neurofibril·lars, similars als que es troben a la malaltia d'Alzheimer. Això no obstant, les plaques senils que es troben a la malaltia d'Alzheimer no són presents.